# Григор'янц Сергій Михайлович
Сергій Григор'янц (рос. Сергей Григорьянц; 2 листопада 1983, Ташкент) — російський шахіст, гросмейстер від 2003 року.

## Шахова кар'єра
Від 1993 до 2000 року багато разів грав за збірну Росію на чемпіонатах світу i Європи серед юніорів у різних вікових категоріях, де двічі здобув золоту медаль: 1997 року в Каннах (чемпіонат світу до 14 років) а також 1999 року в Літохоро (чемпіонат Європи до 16 років).
Три гросмейстерські норми виконав у таких містах: Москва (2002, посів 1-ше місце), Санкт-Петербургу (2002, меморіал Михайла Чигоріна) i Панчеві (2003, поділив 1-ше місце разом з Ніколою Седлаком i Іваном Чепаріновим). До інших його успіхів на міжнародній арені належать:
- поділив 2-ге місце в Москві (2002, позаду Руфата Багірова, разом з Володимиром Бєловим),
- поділив 1-ше місце на турнірі Каппель-ла-Гранд (2004, разом з Євгеном Наєром, Кайдо Кюлаотсом, Артемом Тимофєєвим, Золтаном Дьїмеші i Олегом Корнєєвим)[1],
- посів 1-ше місце в Пардубице (2004),
- поділив 2-ге місце в Каппель-ла-Гранді (2006, після Олександра Моїсеєнка, разом із зокрема Володимиром Бурмакіним, Вугаром Гашимовим, Крішнаном Сашикіраном i Сергієм Азаровим).

Найвищий рейтинг Ело дотепер мав станом на 1 квітня 2007 року, досягнувши 2594 пунктів, посідав тоді 32-ге місце серед російських шахістів.